# 이효나
이효나(1993년 1월 15일 ~ )는 대한민국의 배우다.

## 드라마
- 2020년 KBS2 저녁 일일연속극 《위험한 약속》 ... 최준경 역
- 2022년 KBS2 수목 미니시리즈 《진검승부》 ... 박예영 역
- 2023년 KBS1 저녁 일일연속극 《우당탕탕 패밀리》 ... 신하영 역
- 2024년 넷플릭스 《기생수: 더 그레이》 ... 20대 여자 기생생물 역
- 2025년 KBS2 저녁 일일연속극《친밀한 리플리》... 이영채 역

## CF
- 2017년 CF 《에뛰드 순정》
- 2018년 CF 《LG U+》
- 2018년 CF 《LEPA(네파)》
- 2018년 CF 《SK 하이닉스》
- 2019년 CF 《익스피디아》
- 2019년 CF 《비오템》
- 2020년 CF 《플리세뜨》
- 2020년 CF 《아몬드브리즈》
- 2021년 CF 《LG gram》
- 2021년 CF 《아모레퍼시픽》
- 2021년 CF 《좋은데이》
- 2022년 CF 《빙그레 아카페라 스페셜티》
- 2022년 CF 《레스틸렌》
- 2023년 CF 《레스틸렌》
- 2024년 CF 《레스틸렌》